# Compagnie britannique des Indes orientales en Inde
1757–1858
Entités précédentes :
- Empire moghol
- Royaume de Mysore
- Empire marathe
- Empire sikh

Entités suivantes :
- Raj britannique

La domination de la Compagnie britannique des Indes orientales en Inde, parfois appelée Company Raj (en français : « le Raj de la Compagnie »), est la période durant laquelle la Compagnie des Indes orientales étend son contrôle sur le sous-continent indien.
Plusieurs dates sont considérées comme le début de cette domination : 1757 et la bataille de Plassey, quand le nawab du Bengale rend ses possessions à la Compagnie, 1765 quand la Compagnie reçoit le diwani, ou le droit de collecter des impôts, au Bengale et au Bihar, 1773, quand la Compagnie établit une capitale à Calcutta, nomme son premier gouverneur général, Warren Hastings et s'implique directement dans le gouvernement de l'Inde.
La domination de la Compagnie dure jusqu'en 1858 quand, après la révolte des cipayes de 1857, le Government of India Act de 1858 transfère le gouvernement de l'Inde de la Compagnie à la couronne britannique, inaugurant le Raj britannique.

## Impact économique de la présence britannique sur l'Inde
L'Inde était depuis très longtemps l'une des régions les plus riches du monde, et représentait avant l'installation des colons plus de vingt pour cent du PIB mondial. Les Britanniques ont, sous la direction du la Compagnie, bouleversé l'économie indienne. D'une grande puissance exportatrice (notamment de tissus), ils en ont fait le principal client de la métropole. Cette transformation qui se remarque surtout dans le textile est permise par la désindustrialisation de la colonie, qui était au XVIIIe siècle encore plus avancée que la Grande-Bretagne où la Révolution industrielle commençait à peine. Les étoffes indiennes étaient donc bien meilleur marché et abreuvaient les marchés européens. Les Britanniques ont importé la technologie indienne et l'ont perfectionnée pour créer le spinning jenny dans les années 1760. Devenant compétitifs, ils parvinrent à s'imposer dans la métropole, puis en Europe, en Afrique et en Asie, et finalement en Inde elle-même dans les années 1840. En parallèle, les colons ont encouragé l'agriculture et particulièrement des produits tels que l'indigo (jusque dans les années 1850), le coton et le pavot (pour produire de l'opium destiné à la Chine, voir les guerres de l'Opium). La période du Raj de la Compagnie se caractérise donc par une double mutation : l'Inde bascule d'une puissance exportatrice à un gros importateur, et elle se désindustrialise pour redevenir une économie agraire.

## La question religieuse
L'hindouisme et l'islam sont les deux principales religions de l'Inde, tandis que les colons sont chrétiens protestants. En 1806, cette différence religieuse provoque un conflit, la mutinerie de Vellore. Les cipayes, des mercenaires Indiens engagés dans les rangs Britanniques, se soulèvent contre une réforme du code vestimentaire qui leur impose de blasphémer. Aux hindous, les signes religieux ostentatoires sont refusés ; aux musulmans, le rasage de la barbe est imposé. La mutinerie de Vellore est suivie, un demi-siècle plus tard, par la révolte des cipayes de 1857. Les nouveaux fusils fournis par l'armée sont tels que pour manipuler les munitions, il faut les mordre et ainsi mettre sa bouche au contact du lubrifiant, un suif composé de graisse de cochon et de vache. Or la vache est sacrée pour les hindous et le cochon jugé impur par les musulmans. Si le refus de ce lubrifiant est l'élément déclencheur de la révolte des cipayes, il ne faut pas réduire les causes du soulèvement et notamment les raisons pour lesquelles il a été repris par le peuple à ce blasphème refusé.

## Émissions monétaires
L'exercice de cette domination passe également par la production de monnaie. Comme la VOC néerlandaise qui fut également émettrice de monnaies, la East India Company commence sous ce nom à frapper une série de pièces, arborant la devise Auspicio Regis Et Senatus Anglia.

### Inde

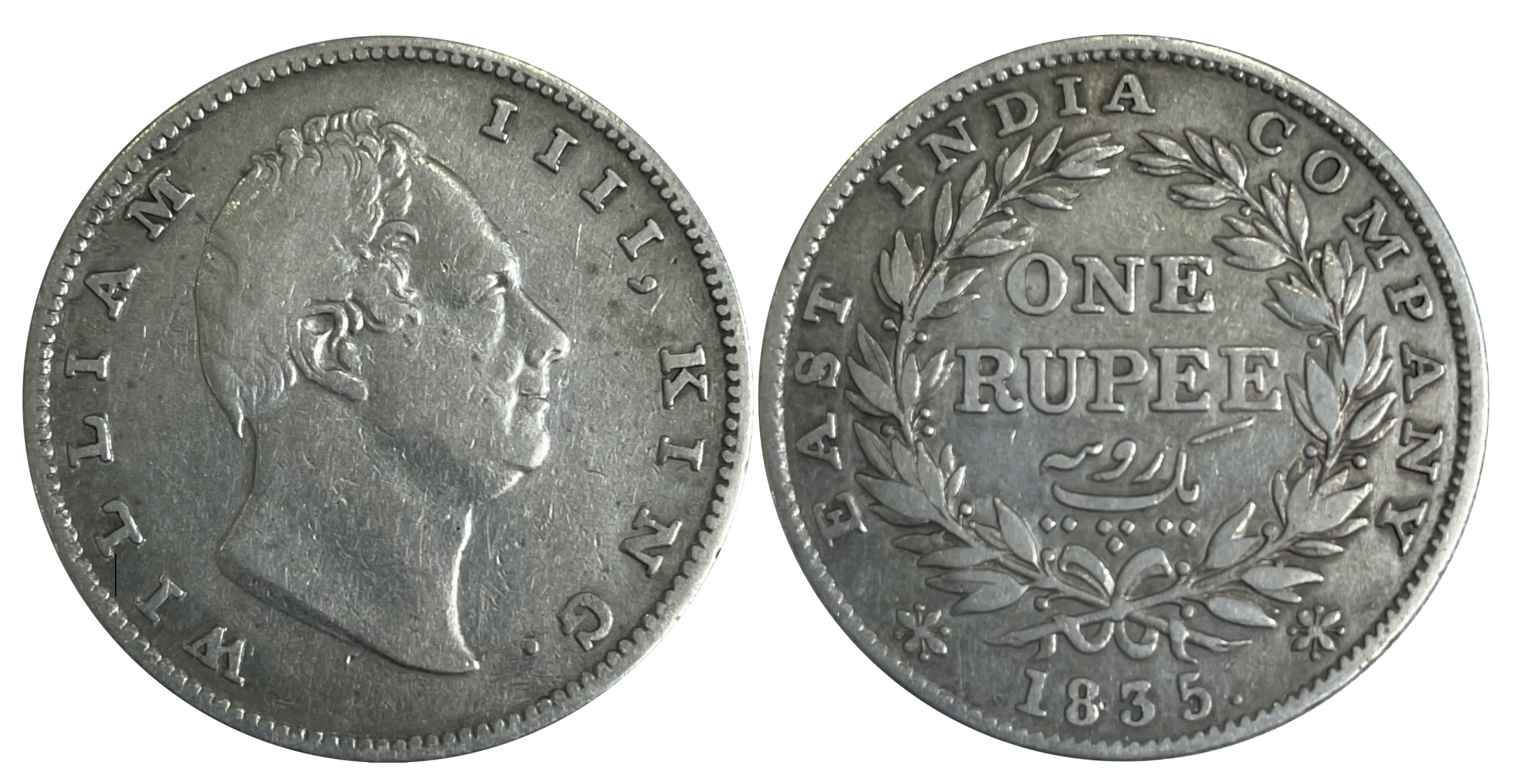
Pièce de 1 roupie en argent, avers et revers, 1835.

La première émission aux armes de la Compagnie commence en 1794, avec des pièces exprimées en roupie : sont frappées de monnaies en cuivre de 1/96e et 1/48e de roupie.
Pour les émissions à compter de 1803, toujours sous la présidence de Madras, le référent monétaire est la pagode divisée en 672 cash. Sont frappées de pièces de 5 et 10 cash en cuivre, puis en 1808, une pièce de 20 cash, également en cuivre. En 1819-1820, des monnaies d'or sont frappées pour des valeurs de ¼, ½ et 1 mohurs, ainsi qu'une pièce de 5 roupies.
En 1804, sous la présidence de Bombay, le référent monétaire est la roupie d'argent divisée en 16 anna ou 64 pice. Sont frappées des pièces de ½, 1 et 2 pice en cuivre au type de la balance. En 1830-1834, une deuxième série comprend des valeurs de ¼ et ½ anna en cuivre, au même type. À partir de 1835, un nouveau type monétaire apparaît, pour des valeurs de 1/12e, ¼ et ½ anna en cuivre, et de ¼, ½ et 1 roupie en argent avec à l'avers le portrait du roi Guillaume IV. Une pièce d'or est frappée, le mohur, valant entre 15 et 16 roupies d'argent, figurant également le portrait du souverain. La même série est déclinée avec le portrait de Victoria à partir de 1840-1841, mais s'ajoute une nouvelle pièce, valant 2 anna, en argent.

### Sumatra et Java
En 1804, la Compagnie pour le territoire de Sumatra (British Bencoolen (en)) émet des pièces en cuivre d'une valeur de 1, 2 et 4 keping, subdivision du « dollar de commerce » ou des Établissements des détroits (la piastre dite « espagnole », pesant 27,07 g) ; le keping vaut le 400e du dollar. Durant l'occupation de Java, sont frappées en 1808 des pièces en or de ½ mohur.

### Établissements des détroits
En 1845, sont émises des pièces en cuivre de ¼, ½ et 1 cent de dollar, figurant le portrait de Victoria à l'avers.